# 茂山逸平
茂山 逸平（しげやま いっぺい、1979年（昭和54年）6月12日 - ）は、狂言方大蔵流能楽師、俳優 。重要無形文化財保持者（総合認定）。二世茂山七五三の次男。京都市芸術新人受賞者、京都府文化賞奨励賞受賞者。

## 人物
1979年、茂山眞吾（二世茂山七五三）の次男として京都府に生まれる。
父・二世茂山七五三、祖父・四世茂山千作、曽祖父・三世茂山千作に師事。1983年、『業平餅』の童で初舞台を踏んだ。能の子役としても広く活動していた。近年、能と狂言両方の子役を幅広く経験しているのは逸平と和泉流の石田淡朗の二人だけである。
東山高等学校卒業。立命館大学文学部日本史学専攻 中退。
1994年には、兄・宗彦、従兄弟の茂と「花形狂言少年隊」を結成。2000年からは、心・技・体、教育的古典狂言推進準備研修練磨の会（TOPPA!）を千三郎、正邦（現在の十四世千五郎）、宗彦、茂、童司（現在の三世千之丞）と共に主催。2006年からは「HANAGATA」を正邦、宗彦、茂、童司と共に再開、2020年以降は「Cutting Edge KYOGEN」と改称して活動している
2006年秋から1年間、文化庁新進芸術家海外研修制度の研修員としてフランスに留学した。
帰国後の2008年に結婚。2009年1月、第一子の長男慶和（よしかず）が誕生。慶和は2013年の夏に初舞台を踏んだが、目前に死去した四世千作は、曾孫の初舞台を見ることができなかった。また、2015年には第二子となる長女が誕生している。
2009年から、日本舞踊尾上流家元の三代目尾上菊之丞と「逸青会」を主催する。
2010年度、京都市芸術新人賞受賞。2016年、「京都府文化賞奨励賞」受賞。
俳優としても、小学生の頃から映画やドラマに出演するなど活躍している。

## 出演

### テレビ
- 関西テレビ☆京都チャンネル「β Bitter Bar」
- NHK連続テレビ小説「京、ふたり」：中村登 役（1990年）
- NHKドラマ館「終のすみか」：山本庄司 役（1999年）
- NHK連続テレビ小説「オードリー」：佐々木梓 役（2000年）
- TBS「水戸黄門」：徳川新之助 役（2000年）
- フジテレビ「学校の怪談 春の物の怪スペシャル」第1話：怪猫伝説（2001年3月27日）
- NHK大河ドラマ「武蔵 MUSASHI」：紙屋宗仁 役（2003年）
- NHK金曜時代劇「柳生十兵衛七番勝負」：市橋勘左衛門 役（2005年）
- NHK連続テレビ小説「だんだん」：奥村雄三 役（2008年10月〜）
- NHKかんさい特集「おかんの逆襲〜我が家のリフォーム戦争〜」：田中雄太 役（2009年7月31日）
- NHK連続テレビ小説「カーネーション」：吉岡栄之助 役（2012年）
- NHK土曜ドラマ「夫婦善哉」：松川 役（2013年）
- NHK連続テレビ小説「ごちそうさん」：川久保啓司 役（2014年1月〜）
- 京都、希林の宴〜とっておきの仕出し巡り〜（2015年12月17日、NHK BSP）[14]
- NHK木曜時代劇「ちかえもん」：平野屋手代佐七 役（2016年1月〜3月）、赤穂浪士役
- NHK・Eテレ語学講座『旅するスペイン語』出演(2017年) [11]
- NHKドラマ・「大奥」（2023年）、孝明天皇役

### ラジオ
- α-STATION「α-SWEET CAFE」（2008年2月〜、童司と隔週交互で担当）

### 映画
- 「将軍家光の乱心 激突」：竹千代 役 （1989年東映）
- 「お引越し」：　大木ミノル 役（1993年）
- 「ミュジコフィリア」（2021年）

### コンサート
- HYDE - 「20th Orchestra Concert 2021 HYDE HEIANJINGU」（2021年7月31日・8月1日）